# RV12P4000
RV12P4000 – niemiecka  lampa elektronowa (pentoda), stosowana podczas II wojny światowej przez Wehrmacht. Ze względu na charakterystyczne zewnętrzne  metalowe  ekranowanie (z otworami) nazywana była lokówką - (niem.) Lockenwickler. Ekran w pierwszych wersjach lampy był wykonany z blachy aluminiowej, później z powodu narastających braków materiałowych zastosowano blachę stalową.  RV12P4000 była rozwinięciem pentody  NF4, używano jej jako lampy detekcyjnej oraz do wzmacniania sygnału  małych i wielkich częstotliwości - wyróżniała się spośród innych lamp  wysokim współczynnikiem amplifikacji.  

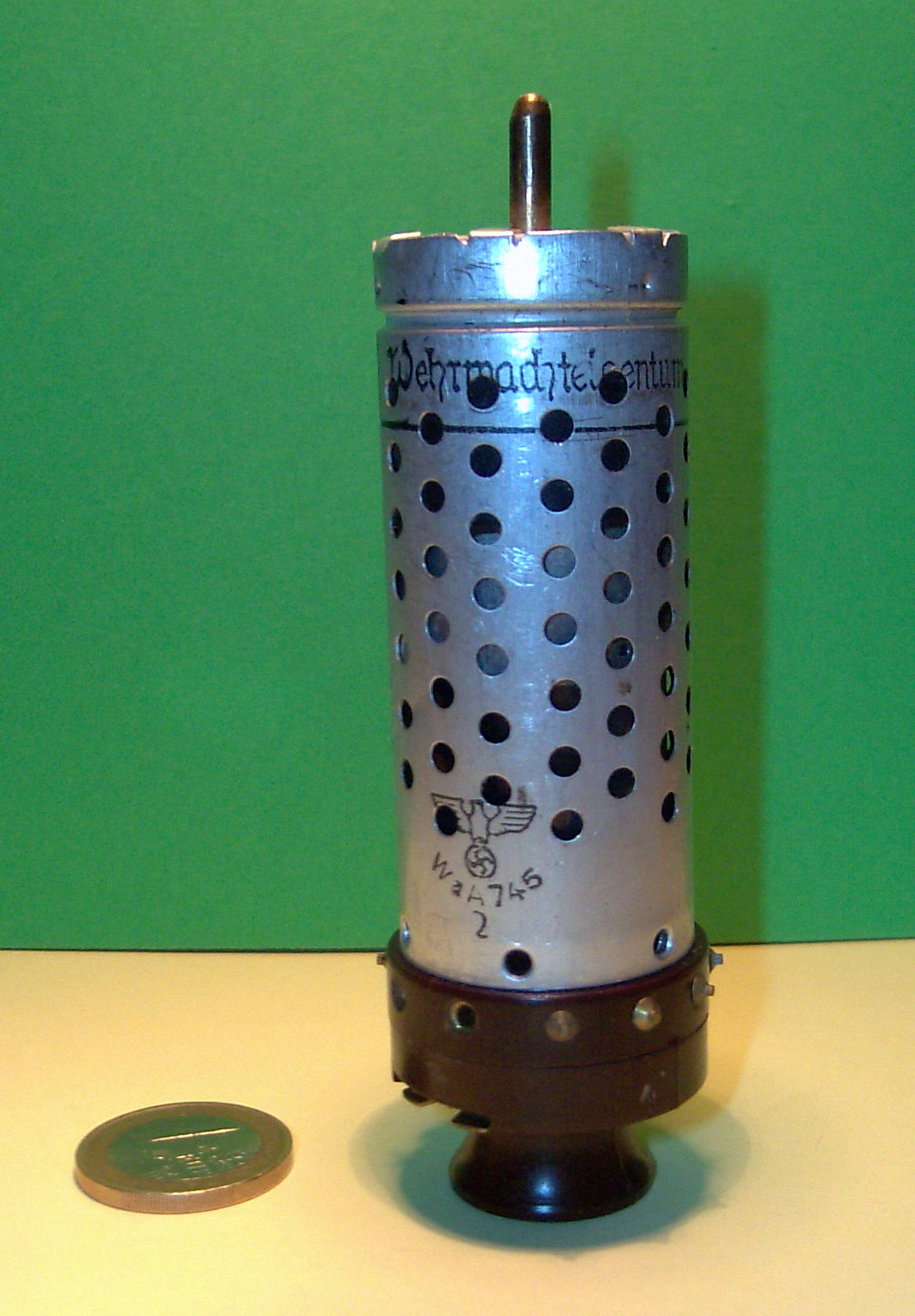
lampa RV12P4000 z oznaczeniami Wehrmachtu

## Dane techniczne
Żarzenie:
- napięcie żarzenia - 12,6 V
- prąd żarzenia -  0,2 A

| Parametr                        | Wartość  |
| ------------------------------- | -------- |
| napięcie anodowe                | 200 V    |
| prąd anodowy                    | 3 mA     |
| nachylenie charakterystyki (Sa) | 2,3 mA/V |
| napięcie siatki pierwszej       | -2,2 V   |
| napięcie siatki drugiej         | 100 V    |
| współczynnik amplifikacji (Ka)  | 4000 V/V |

| Parametr                | Wartość |
| ----------------------- | ------- |
| napięcie anodowe        | 200 V   |
| moc tracona na anodzie  | 1,5 W   |
| prąd katodowy           | 6 mA    |
| napięcie siatki drugiej | 125 V   |
| częstotliwość           | 65 MHz  |